# Trillina
La trillina, conosciuta anche come terlina o trelina e storicamente indicata anche trijna, era una moneta milanese in mistura d'argento diffusa nel piccolo commercio. Venne emessa dal Ducato di Milano a partire dal 1452 durante il ducato di Francesco Sforza fino al 1665 con Filippo IV di Spagna. Il nome deriva dal suo valore pari a tre denari.

## Storia
La trillina fu emessa per la prima volta nel 1452 durante il ducato di Francesco Sforza quando fu emanata il 1 marzo 1452  la grida seguente: "Terline di Mantova le quali in Cremona, Parma, Piacenza e altre parti del dominio ducale si spendono per denari 3". Visto lo scarso la valore la moneta era utilizzata per il piccolo commercio interno al Ducato di Milano. Nonostante una progressiva diminuzione dell'argento contenuto e quindi del valore intrinseco, le trilline continuarono ad essere scambiate dalla zecca di Milano per il valore di tre denari valutandolo quindi più del doppio (successivamente anche del triplo) del valore effettivo. Questa speculazione della zecca ai danni dei cittadini però provocò la diffusione di trilline false realizzate all'esterno dei confini del ducato. L'impossibilità di fermare questo fenomeno costrinse le autorità nel XVII secolo a produrre le trilline in rame per poi terminare la coniazione durante il governo di Filippo IV di Spagna, durato fino al 1665.